# Streumühle (Mellrichstadt)

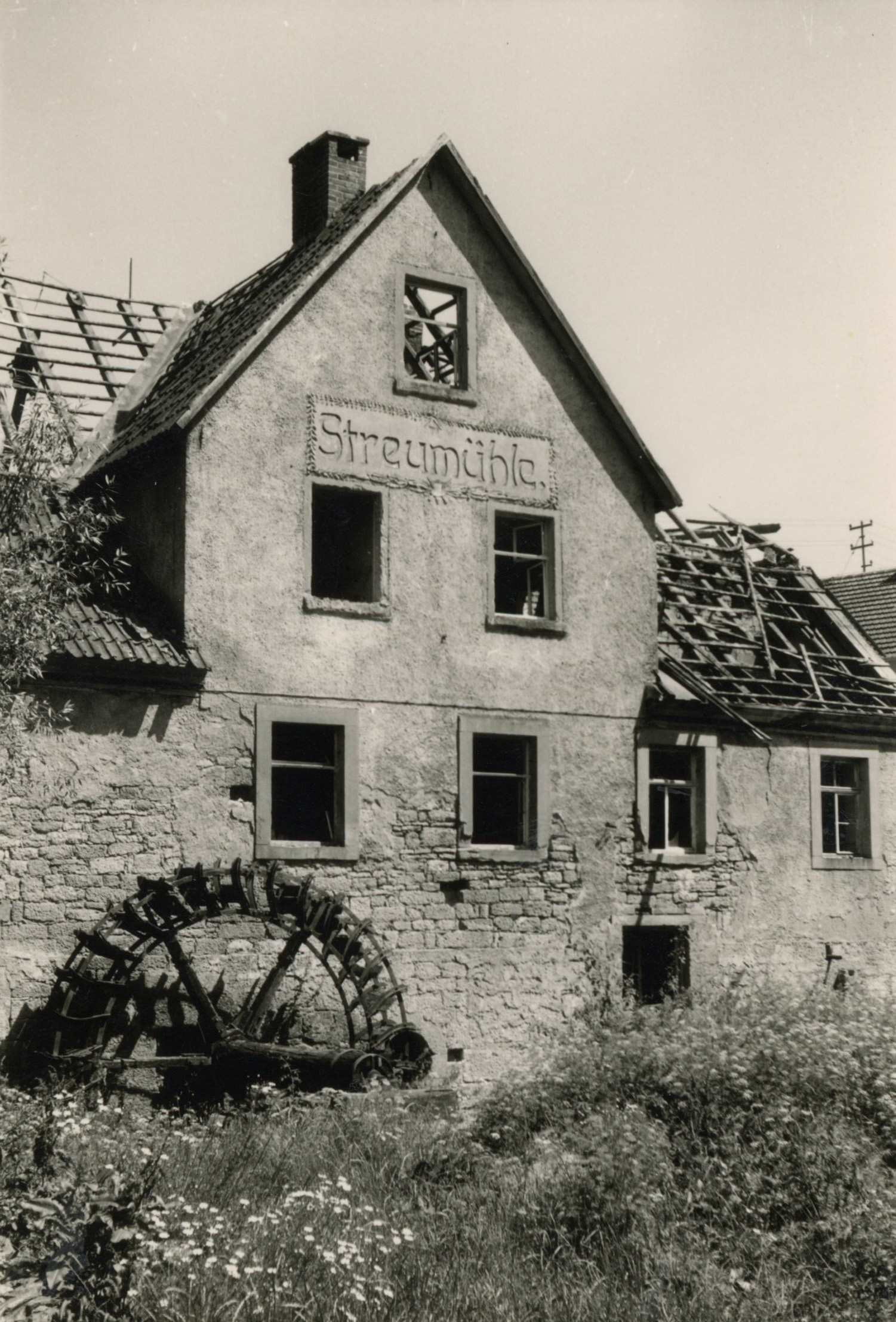
Abbruch der Streumühle 1968

Die Streumühle war eine Getreidemühle der Gemeinde Mellrichstadt/Landkreis Rhön-Grabfeld. Die Streumühle lag direkt am Fluss Streu, am ehemaligen Unteren Tor.

## Geschichte
Ab dem 13. Jahrhundert wurde die Mühle erstmals erwähnt. 1575 erwarb Erhard  Mühlfeld die Mühle. Mehrere Jahrhunderte blieb sie im Besitz der Familie Mühlfeld. Otto Mühlfeld war ab 1936 deren letzter Besitzer. Die Streumühle wurde 1964 an die Stadt verkauft und im Juli 1968 erfolgte der Abriss der damals schon verlassenen Mühle. Das heute noch zu sehende Mühlrad im Mühlgraben ist die letzte Reminiszenz an die einstige Kornmühle.

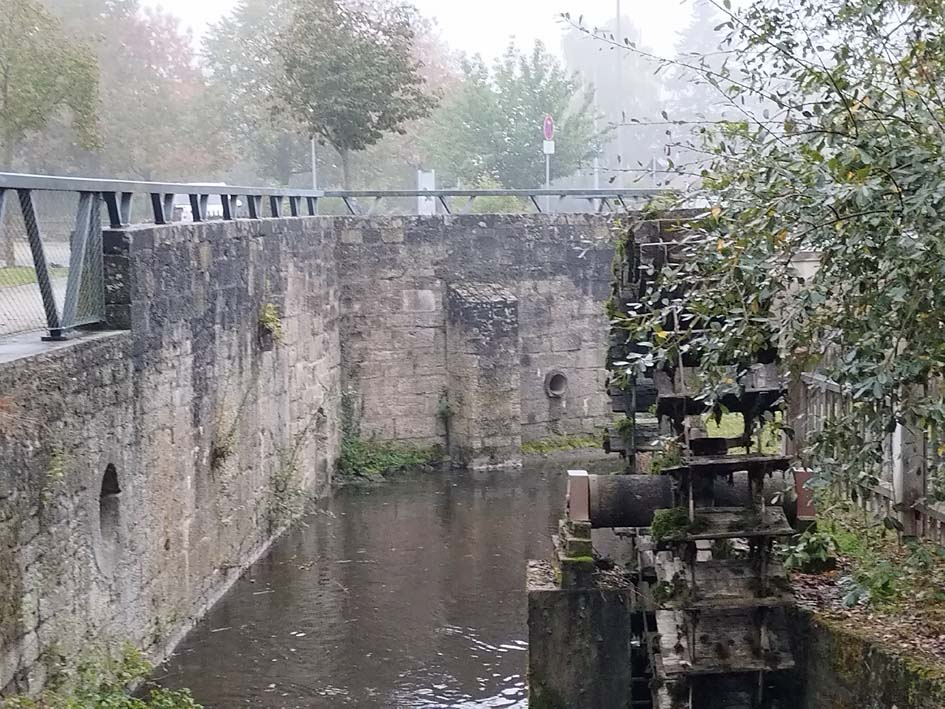
Mühlgraben bei der Streumühle

## Literatur

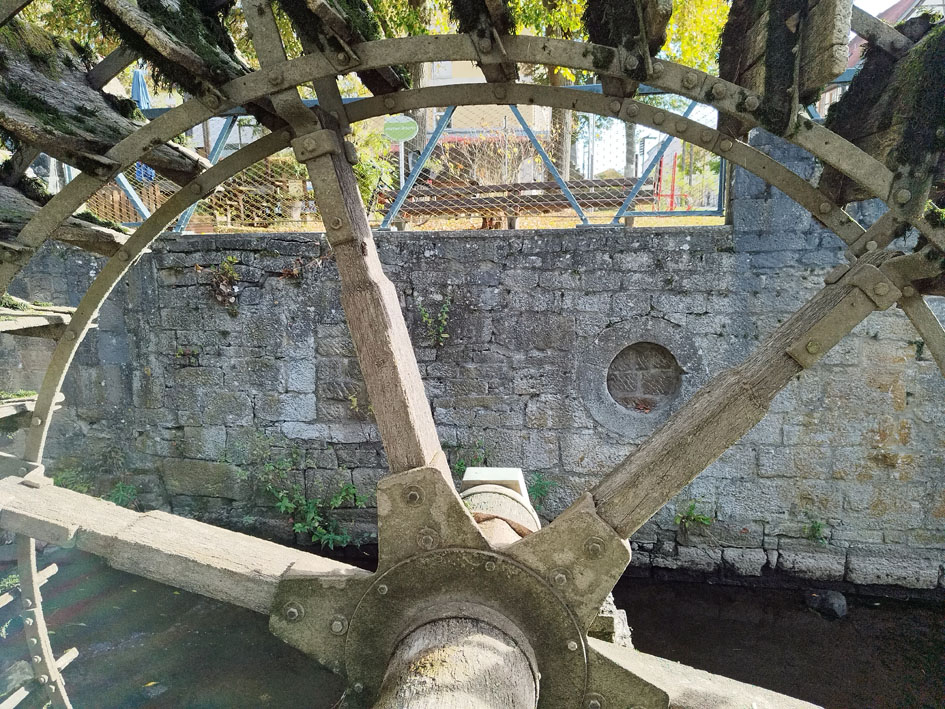
Detail des Mühlrads